# Chiesa di Santa Giuliana (San Giovanni di Fassa)
La chiesa di Santa Giuliana è una chiesa sussidiaria a Vigo di Fassa, frazione di San Giovanni di Fassa, in Trentino. Potrebbe risalire all'VIII secolo.

## Storia

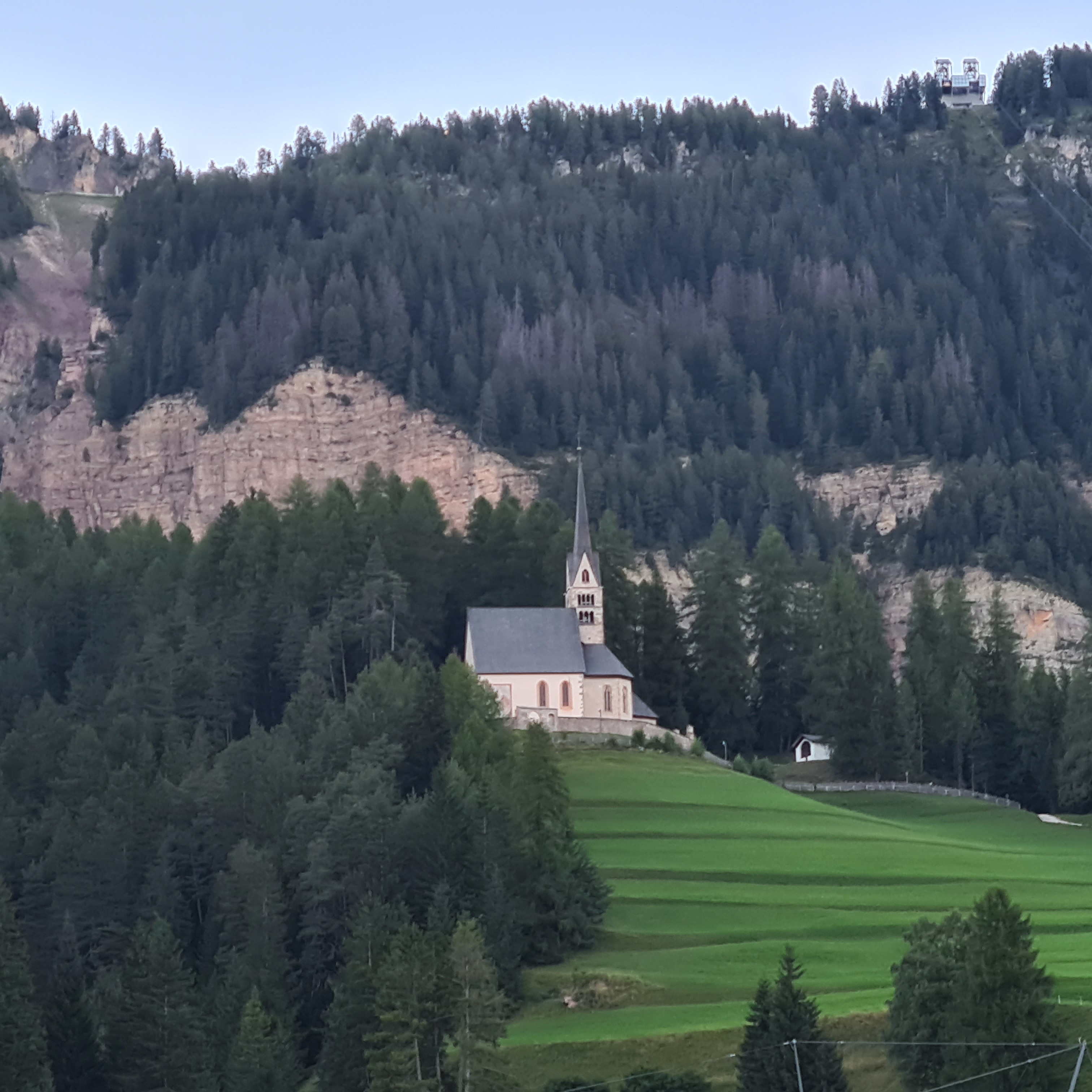
Chiesa di Santa Giuliana a San Giovanni di Fassa

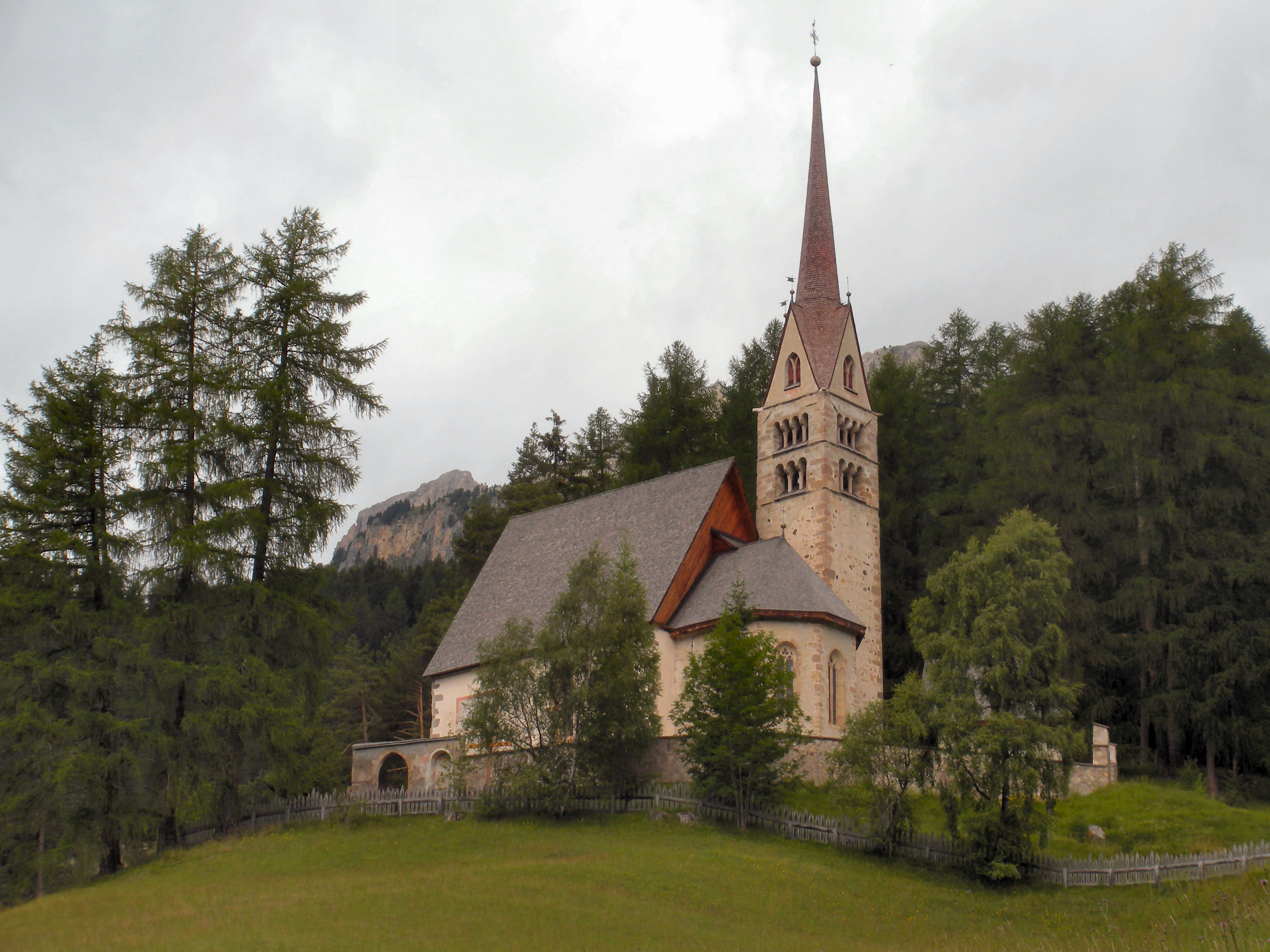
Vista della parte absidale

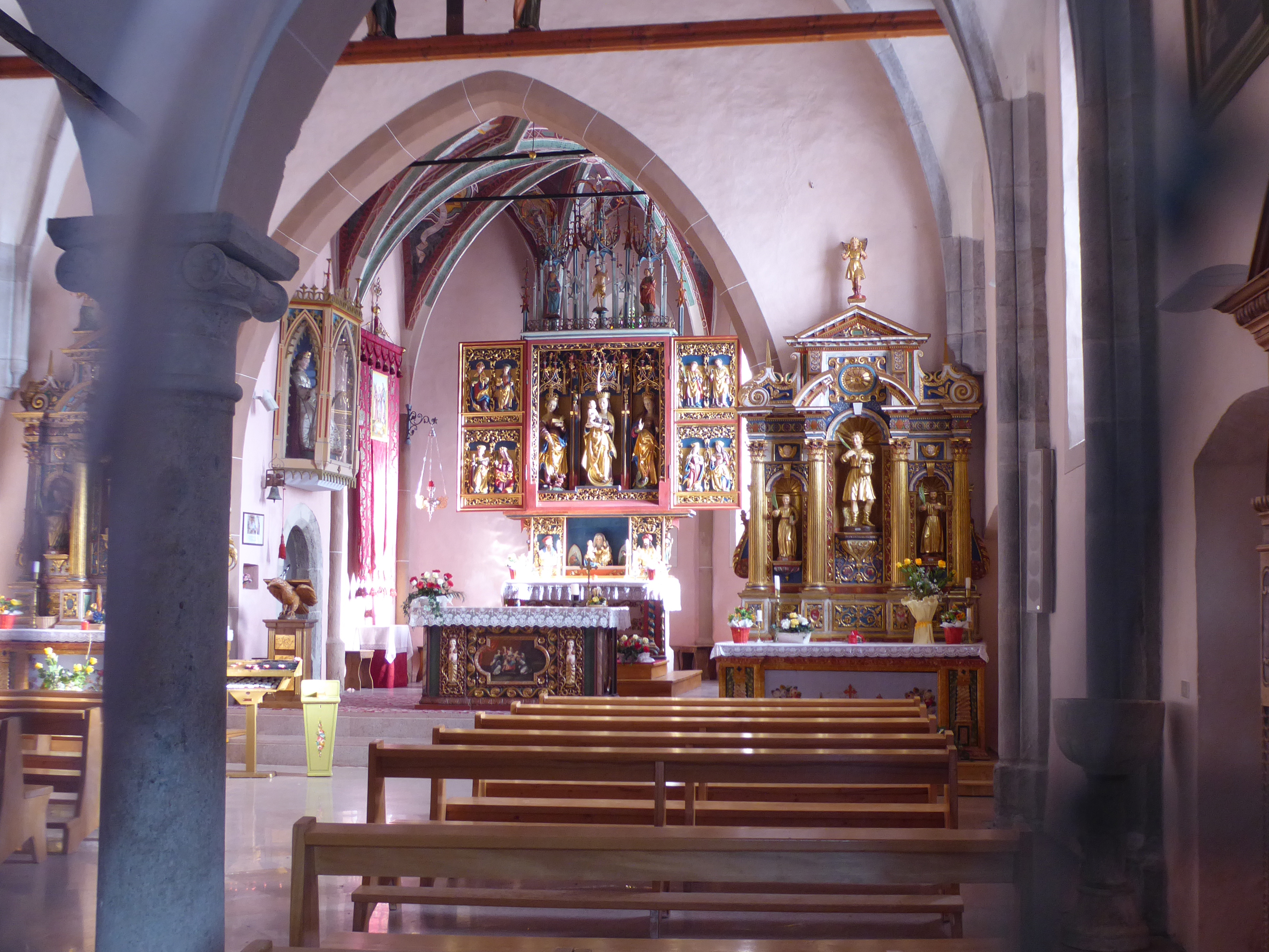
Interno della sala

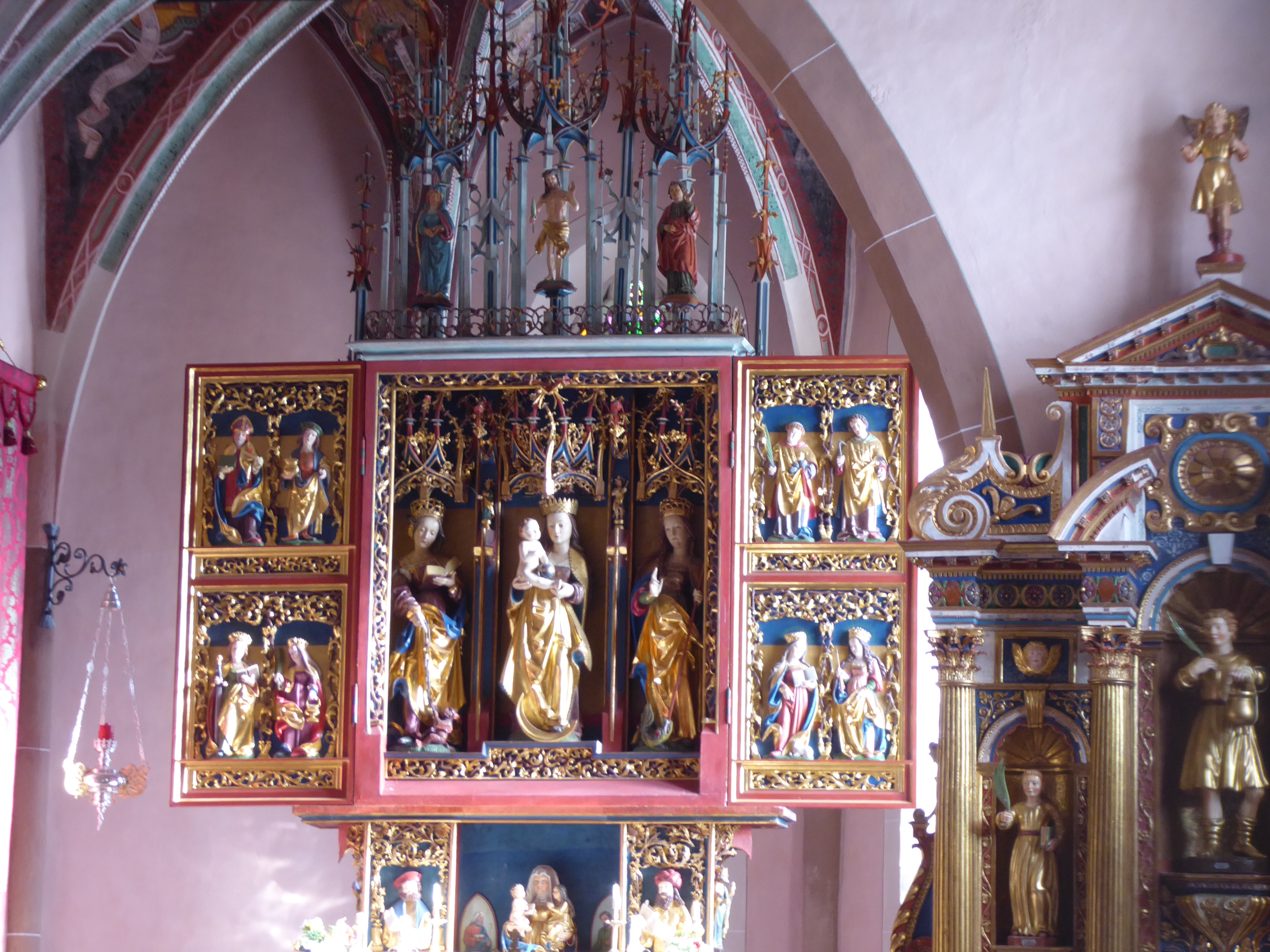
Particolare dell'altare maggiore in legno policromo

La chiesa potrebbe risalire al VIII secolo, al tempo del patriarcato di Aquileia ed è il più antico luogo di culto della valle e potrebbe aver svolto il ruolo di antica chiesa pievana. Nel 967 venne aggregata alla diocesi di Bressanone.
Una sua prima menzione documentaria è del 1237. Durante il XV secolo tutto l'edificio venne ricostruito per adeguarlo alle sopravvenute esigenze dei fedeli, e in quel momento molte parti della chiesa assunsero le forme che ci sono pervenute. La solenne consacrazione dell'altare maggiore e del presbiterio venne celebrata nel 1452 e subito dopo la volta venne affrescata da un pittore della scuola di Leonardo da Bressanone.
Nel secolo successivo venne affrescato sul fianco destro una grande immagine di San Cristoforo, venne ampliata la sala e fu sopraelevata la torre campanaria. La solenne riconsacrazione fu celebrata nel 1603. Attorno alla metà del XVIII secolo la sala venne affrescata con storie tratte dalla vita di Santa Giuliana.
Col XX secolo venne ridipinta la torre campanaria, furono sistemate le coperture degradate, venne ripristinata la guglia della torre e fu consolidata la parte esterna in prossimità della chiesa. Nel 1966 l'alluvione e la frana che ne fu conseguenza misero a rischio la sua stabilità, e fu necessario intervenire con altre opere di consolidamento strutturale. Durante l'esecuzione di ulteriori opere di restauro conservativo vennero ritrovate le fondamenta della prima struttura romanica e del suo campanile.

## Descrizione

### Esterni
La  chiesa di Santa Giuliana si trova in posizione isolata a nord ovest dell'abitato di Vigo di Fassa, frazione di San Giovanni di Fassa, in Trentino
La facciata a capanna a due spioventi ripidi è caratterizzata dal portale protetto da una piccola tettoia sporgente e sormontato in asse dal piccolo oculo circolare. Sulla fiancata destra si trovano due grandi finestre che portano luce alla sala. Altre due finestre si trovano nella parte absidale. La torre campanaria si alza in posizione arretrata sulla sinistra e la sua cella si apre con finestre a trifora e a quadrifora poste su due livelli. La copertura del tetto è rifinita in scandole di legno.

### Interni
La navata interna è unica e suddivisa in quattro campate. La cantoria occupa tutta la prima campata. Il presbiterio è leggermente rialzato. Di particolare interesse storico ed artistico è l'altare maggiore ligneo opera dell'artista bolzanino Giorgio Artz. Dalla sinistra della sala si accede alla sacrestia e al campanile.